# Bokod
För andra betydelser, se Bokod (olika betydelser).
Bokod (Bayan ng Bokod) är en kommun i Filippinerna. Kommunen ligger på ön Luzon, och tillhör provinsen Benguet. Folkmängden uppgår till 11 705 invånare.
Bokod är indelat i 10 barangayer.

### Allmänna källor
- Quick Tables: List of Municipalities
- Population and Housing